# Dunfläta
Dunfläta (Hypnum callichroum) är en bladmossa som beskrevs 1827 av Samuel Elisée Bridel-Brideri. Dunfläta ingår i släktet flätmossor och familjen Hypnaceae. Inga underarter finns listade i Catalogue of Life.

## Utseende
Dunfläta växer som blekgröna mattor eller med enstaka uppstigande skott. Dess skott är 2-6 cm långa och oregelbundet eller regelbundet grenade. Dunfläta påminner om nordfläta och fjällfläta som alla har stan hyalodermis, till skillnad från övriga flätmossor.

## Utbredning
Dunfläta förekommer i Europa, Asien och Nordamerika. I Skandinavien förekommer den främst i fjällkedjans subalpina och lågalpina zoner, men enstaka fynd finns i låglandet så långt söderut som till norra Halland. Arten finns vidare i Norge, inklusive Svalbard och i Finland. Den förekommer också på Island och Färöarna.

## Ekologi
Arten trivs i fuktiga och skuggiga miljöer med något sur till svagt basisk jordmån. Den påträffas ofta där vatten långsamt sipprar fram, vilket gör att växtplatsen är konstant fuktig.

## Bildgalleri

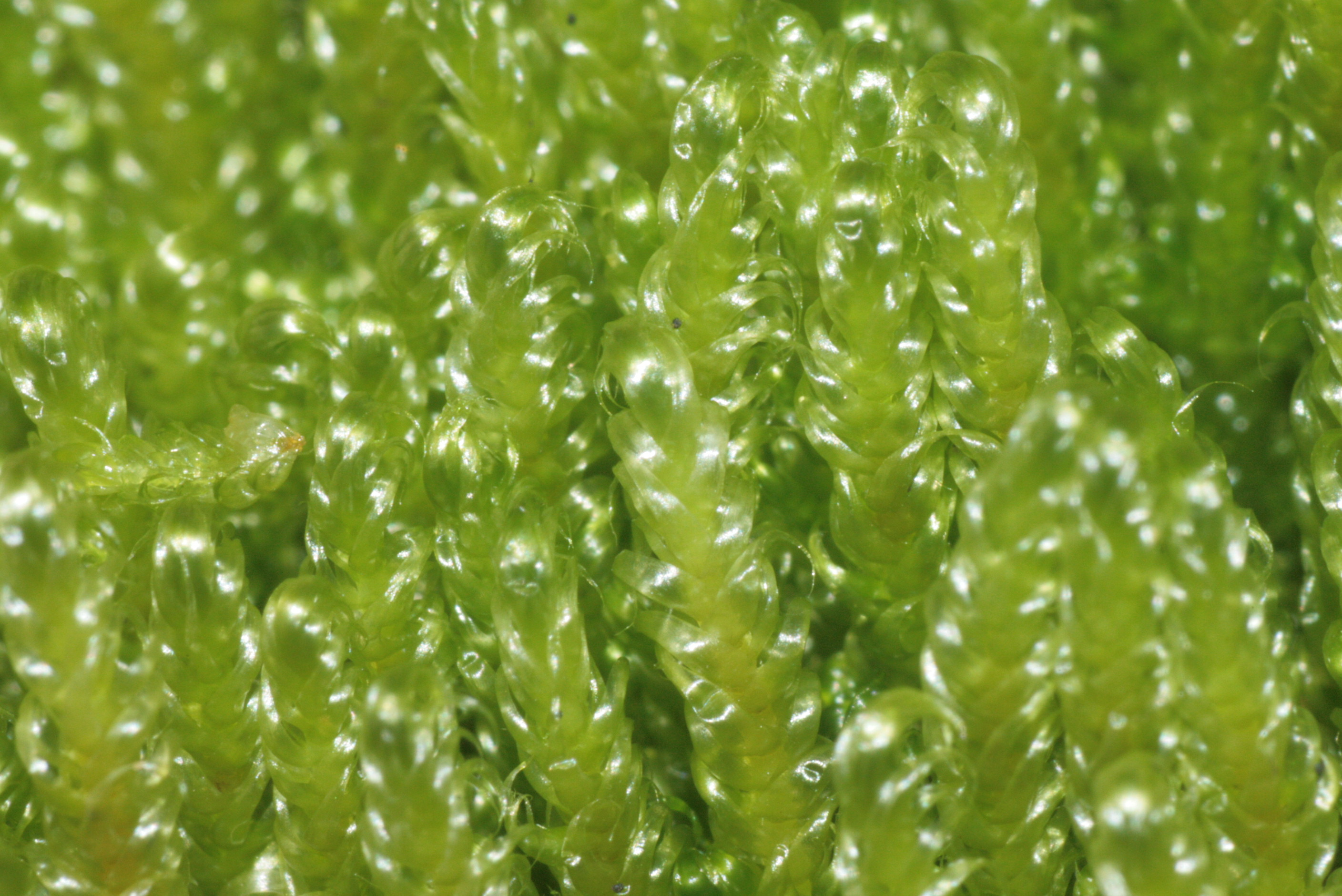
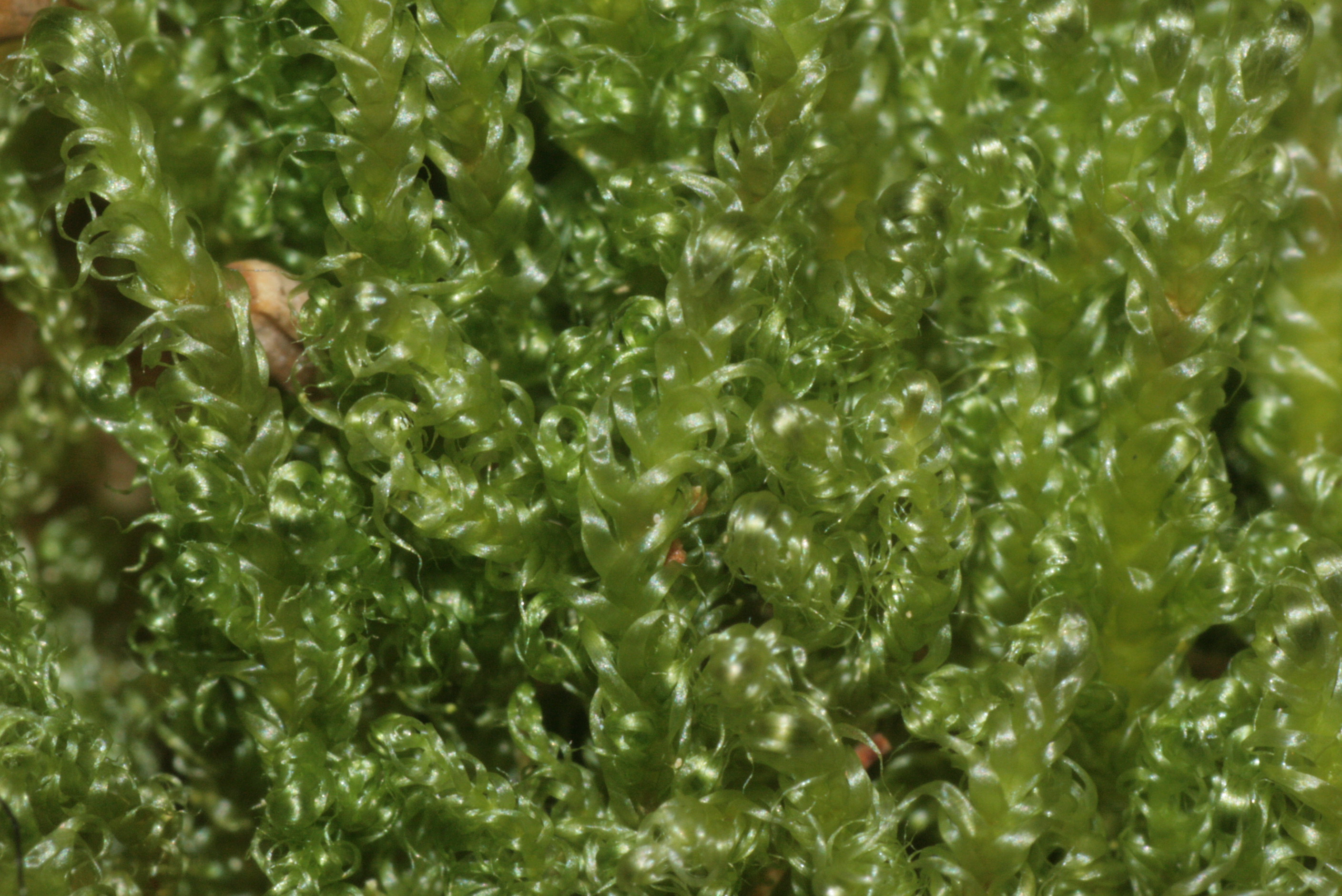
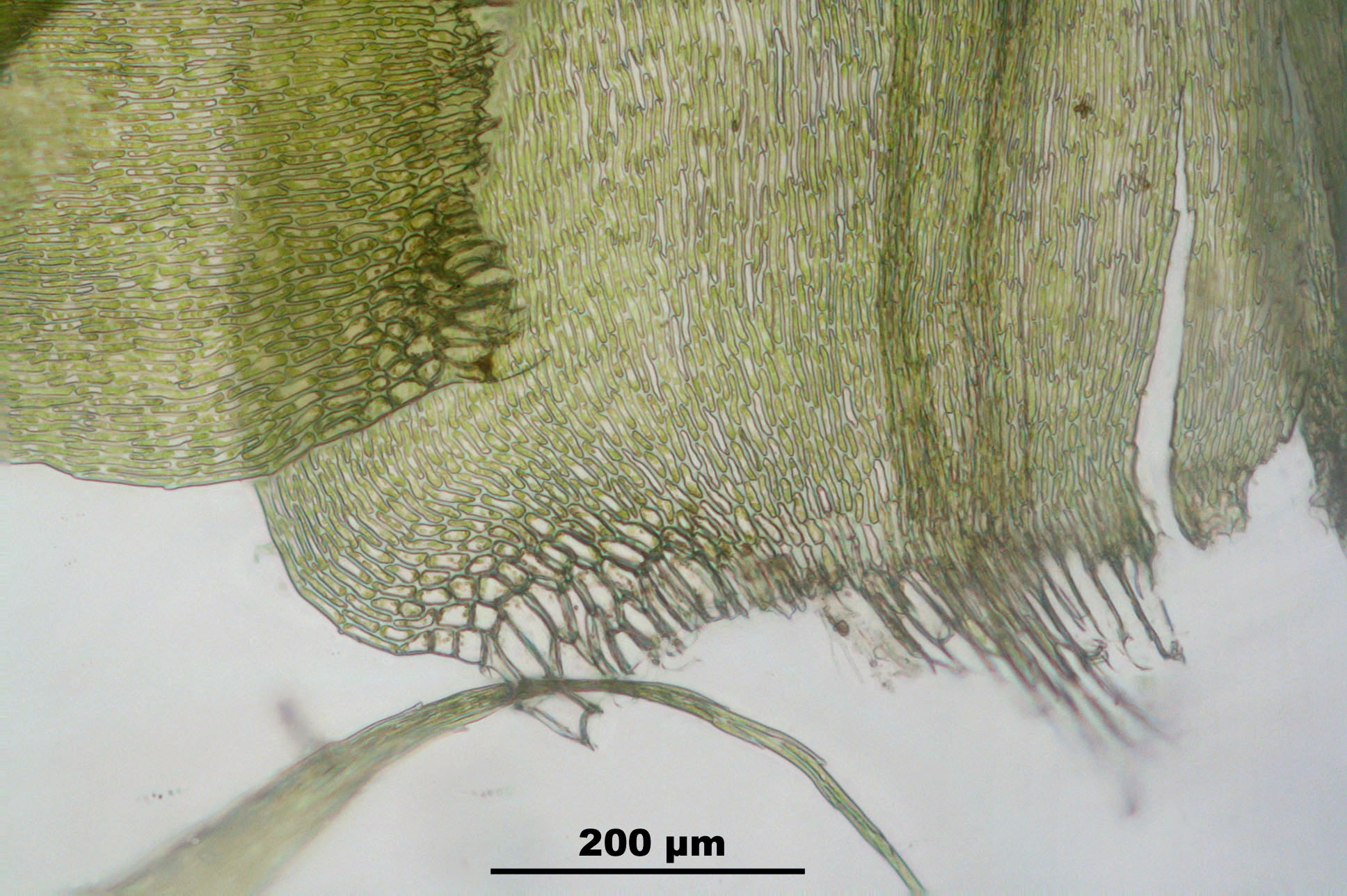